# Сапи (Лодзинське воєводство)
Сапи (пол. Sapy) — село в Польщі, у гміні Доманевиці Ловицького повіту Лодзинського воєводства.
Населення — 284 особи (2011).
У 1975-1998 роках село належало до Скерневицького воєводства.

## Демографія
Демографічна структура станом на 31 березня 2011 року:
|          | Загалом | Допрацездатний вік | Працездатний вік | Постпрацездатний вік |
| -------- | ------- | ------------------ | ---------------- | -------------------- |
| Чоловіки | 140     | 22                 | 98               | 20                   |
| Жінки    | 144     | 29                 | 75               | 40                   |
| Разом    | 284     | 51                 | 173              | 60                   |